# Danilo Gallinari
Danilo Gallinari, né le 8 août 1988 à Sant'Angelo Lodigiano, dans la province de Lodi en Lombardie, est un joueur italien de basket-ball. Il évolue au poste d'ailier fort.

## Biographie
Danilo Gallinari est le fils de Vittorio Gallinari (it), qui est également un basketteur professionnel.

## Ses débuts en Italie
Après avoir évolué en amateur dans les équipes de Livourne et de Lodi, il commence sa carrière professionnelle à Casalpusterlengo en deuxième division italienne à seulement 16 ans.
En 2005, il rejoint l'Olimpia Milano une des plus importantes équipes du championnat italien, mais il est néanmoins prêté à l'Edimes Pavia où malgré une blessure il est reconnu comme le meilleur joueur de Lega Due inscrivant 14 points de moyenne par match.
À partir de la saison 2006-2007, il intègre pleinement le groupe de l'Olimpia Milan. Sa première saison à Milan est très prometteuse. En effet, il reçoit le prix de meilleur joueur de moins de 22 ans avec 10,9 points et 4 rebonds de moyenne par match en saison régulière durant laquelle son équipe atteint les playoffs.
La saison 2007-2008 est celle de la consécration pour Danilo Gallinari. 
Au niveau national, il porte ses statistiques à 17,5 points, 5,6 rebonds et 1,3 passe de moyenne par match qui lui valent d'être reconnu meilleur joueur de saison régulière de Lega A devant Gianmarco Pozzecco et Shaun Stonerook (en). Pour sa première participation en Euroligue, ses statistiques sont de 14,9 points et 4,2 rebonds de moyenne par match et il reçoit le trophée de meilleur joueur de moins de 22 ans de la compétition, bien que son équipe soit éliminée au premier tour.
À la suite de ces belles performances, il décide de quitter le championnat italien et le 23 avril 2008, il se déclare éligible pour la draft 2008 de la NBA.

## NBA

### Knicks de New York (2008-2011)

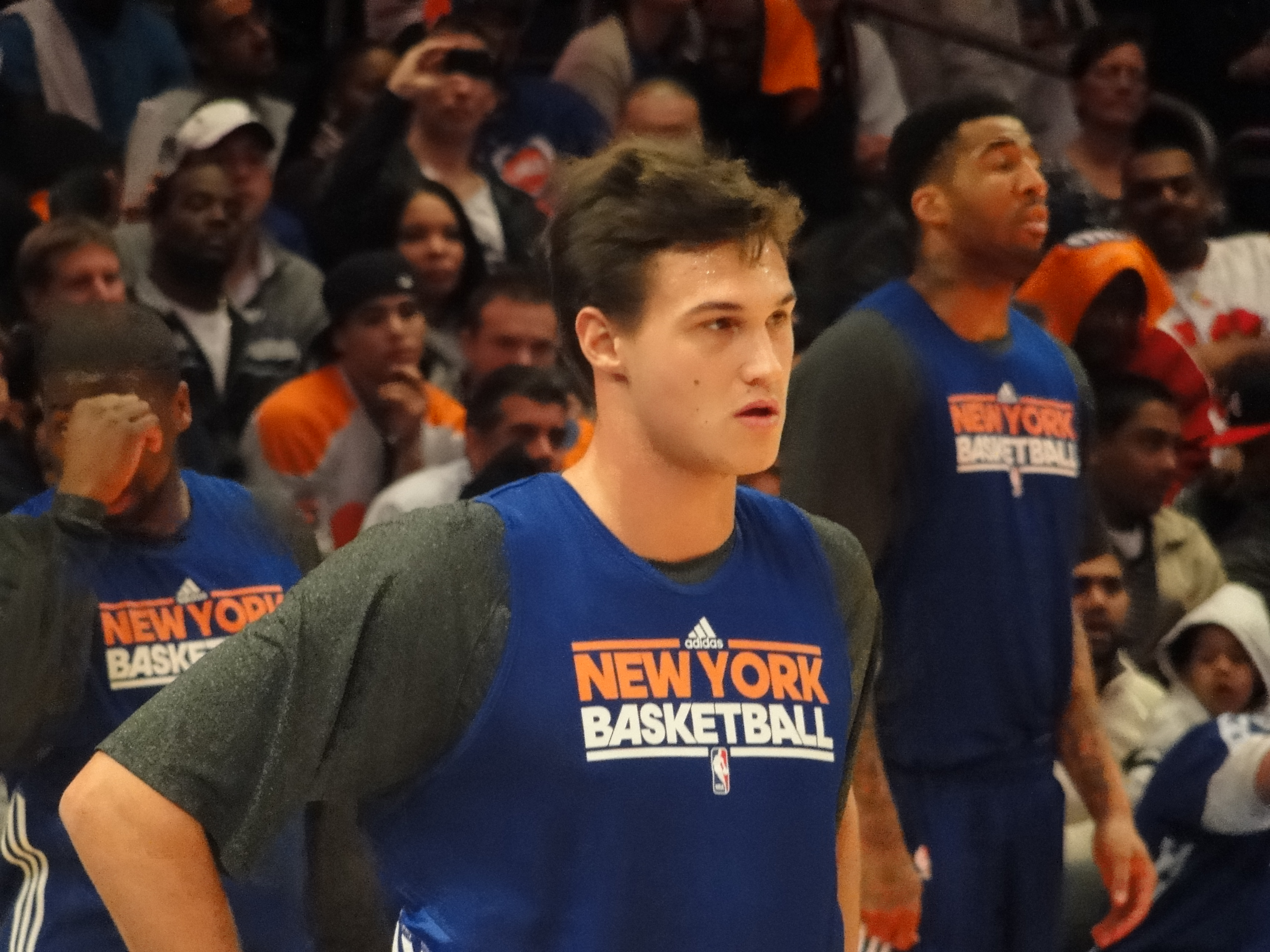
Gallinari en octobre 2009

Le 27 juin 2008, à la draft de la NBA, il est choisi en sixième position lors de la draft 2008 par les Knicks de New York de Mike D'Antoni. Bien qu'il soit le seul Européen dans les dix-neuf premiers choix de la draft, il est sifflé par le public présent au Madison Square Garden. Les supporters des Knicks, agacés par les mauvaises prestations de leur équipe durant les années précédentes, aurait préféré un joueur américain à cause de la difficulté d'intégration en NBA des joueurs issus de l'Euroligue. Cependant lors de sa première conférence de presse, Danilo Gallinari déclare : « Ce sera à moi de mériter les applaudissements des supporters. Je suis très heureux. New York me rappelle Milan, c'était la meilleure solution pour moi. ». Il justifie le choix de porter le numéro 8 par : « Je suis né le 8 août 1988 alors le choix du numéro de maillot est une évidence ».
Malheureusement sa première saison américaine est gâchée par les blessures qui le tiennent loin des parquets durant la majeure partie de la saison. Néanmoins, malgré une préparation compliquée par des problèmes au dos, le 30 octobre 2008 il fait ses débuts en NBA à Miami contre le Heat de Miami. Mais après seulement deux matchs disputés, l'aggravation de ses problèmes de dos vont longtemps l'empêcher de rejouer. Il fait son retour le 17 janvier 2009 face aux 76ers de Philadelphie inscrivant 6 points, 1 rebond et 1 passe en 16 minutes. Sa jeunesse et ses blessures l'empêchent d'être considéré comme un titulaire lors de cette première saison en NBA où les Knicks terminent en fin de classement de la Conférence Est.
La saison 2009-2010 s'annonce elle beaucoup plus prometteuse pour Danilo Gallinari. Malgré un début de saison catastrophique pour les Knicks de New York, l'Italien semble s'être adapté au championnat américain. En effet, dès les premières rencontres il enchaîne les bonnes prestations et gagne vite sa place de titulaire stable. Pour preuve, le 31 octobre 2009 il établit avec 30 points son meilleur score en carrière face aux 76ers de Philadelphie.

### Nuggets de Denver (2011-2017)

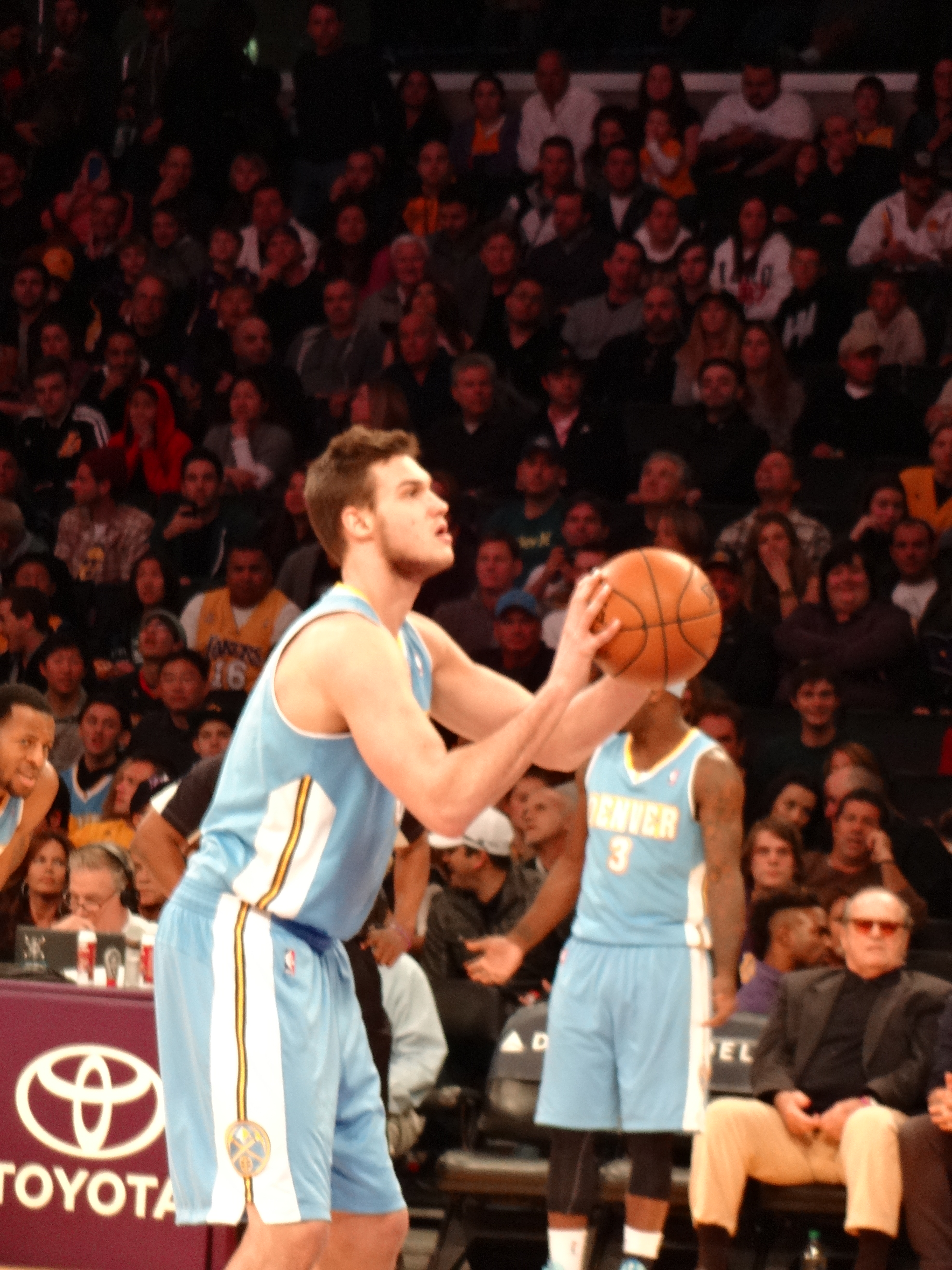
Gallinari en janvier 2013

Le 22 février 2011, il est envoyé aux Nuggets de Denver dans le cadre du transfert de Carmelo Anthony.
Le 20 septembre 2011, il rejoint l'Olimpia Milan en attendant la fin du lock-out de la NBA.
Le 25 janvier 2012, il signe une extension de contrat avec les Nuggets.
Le 5 avril 2013, Gallinari annonce qu'il va manquer la fin de la saison 2012-2013 à cause d'une déchirure au ménisque. Cette même blessure l'empêche de participer à la saison 2013-2014.
Le 29 octobre 2014, Gallinari fait son retour avec les Nuggets et termine le match avec 7 points à 1 sur 8 aux tirs, trois rebonds, deux passes décisives et une interception lors du match d'ouverture où les Nugget se sont imposés 89 à 79 contre les Pistons de Détroit. Le 21 décembre 2014, il rechute et doit se refaire opérer du ménisque. Toutefois, il revient dans la compétition le 23 janvier 2015 contre les Celtics de Boston. Le 22 mars 2015, Gallinari bat son record de points en carrière avec 40 points à 12 sur 21 aux tirs lors de la victoire des siens 119 à 100 contre le Magic d'Orlando. Il bat rapidement ce record en marquant 47 points le 10 avril 2015 lors de la défaite après deux prolongations contre les Mavericks de Dallas.
Le 21 juillet 2015, il prolonge aux Nuggets pour deux ans et 34 millions de dollars.
Entre le 10 décembre 2017 et le 29 janvier 2018, il manque la compétition en raison de douleurs aux muscles fessiers.

### Clippers de Los Angeles (2017-2019)
Le 5 juillet 2017, il rejoint les Clippers de Los Angeles dans un échange en triangle avec les Nuggets de Denver et les Hawks d'Atlanta. Le 27 février 2018, il doit mettre un terme à sa saison après une fracture de la main droite.
En mars 2019, Gallinari marque 20 points ou plus durant neuf matches consécutifs, réalisant la meilleure série de sa carrière.

### Thunder d'Oklahoma City (2019-2020)
En juillet 2019, Paul George rejoint les Clippers de Los Angeles : il est échangé contre Gallinari, Shai Gilgeous-Alexander et plusieurs choix de draft.*
En août 2019, il se fait opérer de l'appendicite.

### Hawks d'Atlanta (2020-2022)
En novembre 2020, il signe un contrat de 61,5 millions de dollars sur trois ans avec les Hawks d'Atlanta.

### Celtics de Boston (2022-2023)
Fin juin 2022, Danilo Gallinari est envoyé vers les Spurs de San Antonio avec plusieurs premiers tours de draft contre Dejounte Murray. Coupé par la franchise texane, il s'engage par la suite avec les Celtics de Boston pour un contrat de deux ans et 13,3 millions de dollars.
Il se blesse en août 2022 lors d'une rencontre de l'équipe d'Italie contre la Géorgie pour les éliminatoires de la Coupe du monde 2023. Le premier diagnostic fait état d'une déchirure du ménisque du genou gauche, mais un second diagnostic réalisé par les Celtics estime qu'il s'agit d'une rupture d'un ligament croisé antérieur et sa convalescence est estimée entre 9 et 12 mois.

### Wizards de Washington (2023-2024)
Fin juin 2023, il est transféré aux Wizards de Washington dans le cadre d'un échange à trois équipes.

### Pistons de Détroit (janvier-février 2024)
En janvier 2024, il est envoyé vers les Pistons de Détroit avec Mike Muscala contre Marvin Bagley et Isaiah Livers. Il est coupé en février 2024.

### Bucks de Milwaukee (février-mai 2024)
En février 2024, il s'engage jusqu'à la fin de saison du côté des Bucks de Milwaukee

## Équipe nationale
Le parcours de Danilo Gallinari avec l'équipe nationale italienne est réduit par les blessures qui l'empêchent de prendre part aux rendez-vous importants, comme le Championnat d'Europe 2007 et les qualifications pour le Championnat d'Europe 2009.

## Palmarès
- MVP du Championnat d'Italie (2008)
- Euroleague Rising Star (2008)
- NBA Africa Game MVP (2018)

## Statistiques

### Professionnelles

#### Saison régulière
Légende :

gras = ses meilleures performances
| Saison     | Équipe        | Matchs | Titul. | Min./m | % Tir | % 3pts | % LF | Rbds/m. | Pass/m. | Int/m. | Ctr/m. | Pts/m. |
| ---------- | ------------- | ------ | ------ | ------ | ----- | ------ | ---- | ------- | ------- | ------ | ------ | ------ |
| 2008-2009  | New York      | 28     | 2      | 14,7   | 44,8  | 44,4   | 96,3 | 1,96    | 0,54    | 0,50   | 0,14   | 6,07   |
| 2009-2010  | New York      | 81     | 74     | 33,9   | 42,3  | 38,1   | 81,8 | 4,91    | 1,67    | 0,93   | 0,72   | 15,07  |
| 2010-2011  | New York      | 48     | 48     | 34,8   | 41,5  | 34,7   | 89,3 | 4,77    | 1,71    | 0,79   | 0,38   | 15,92  |
| 2010-2011  | Denver        | 14     | 12     | 30,9   | 41,2  | 37,0   | 77,2 | 5,43    | 1,57    | 0,93   | 0,64   | 14,71  |
| 2011-2012* | Denver        | 43     | 40     | 31,4   | 41,4  | 32,8   | 87,1 | 4,70    | 2,70    | 0,98   | 0,53   | 14,60  |
| 2012-2013  | Denver        | 71     | 71     | 32,5   | 41,8  | 37,3   | 82,2 | 5,17    | 2,48    | 0,90   | 0,51   | 16,18  |
| 2014-2015  | Denver        | 59     | 27     | 24,2   | 40,1  | 35,5   | 89,5 | 3,69    | 1,41    | 0,80   | 0,34   | 12,44  |
| 2015-2016  | Denver        | 53     | 53     | 34,7   | 41,0  | 36,4   | 86,8 | 5,30    | 2,55    | 0,79   | 0,36   | 19,55  |
| 2016-2017  | Denver        | 63     | 63     | 33,9   | 44,7  | 38,9   | 90,2 | 5,16    | 2,14    | 0,63   | 0,24   | 18,17  |
| 2017-2018  | L.A. Clippers | 21     | 21     | 32,0   | 39,8  | 32,4   | 93,1 | 4,81    | 2,00    | 0,57   | 0,48   | 15,29  |
| 2018-2019  | L.A. Clippers | 68     | 68     | 30,3   | 46,3  | 43,3   | 90,4 | 6,13    | 2,62    | 0,72   | 0,34   | 19,79  |
| 2019-2020* | Oklahoma City | 62     | 62     | 29,6   | 43,8  | 40,5   | 89,3 | 5,19    | 1,92    | 0,68   | 0,08   | 18,71  |
| 2020-2021  | Atlanta       | 51     | 4      | 24,0   | 43,4  | 40,6   | 92,5 | 4,10    | 1,50    | 0,60   | 0,20   | 13,30  |
| 2021-2022  | Atlanta       | 66     | 18     | 25,3   | 43,4  | 38,1   | 90,4 | 4,70    | 1,50    | 0,40   | 0,20   | 11,70  |
| Carrière   | Carrière      | 728    | 563    | 29,9   | 42,8  | 38,2   | 87,7 | 4,70    | 1,90    | 0,70   | 0,40   | 15,60  |

Note: * Cette saison a été réduite de 82 à 66 matchs en raison du Lock out.

Note: * Cette saison a été réduite en raison de la Pandémie de Covid-19.

Dernière modification le 29 juin 2022

#### Playoffs
| Saison   | Équipe        | Matchs | Titul. | Min./m | % Tir | % 3pts | % LF  | Rbds/m. | Pass/m. | Int/m. | Ctr/m. | Pts/m. |
| -------- | ------------- | ------ | ------ | ------ | ----- | ------ | ----- | ------- | ------- | ------ | ------ | ------ |
| 2011     | Denver        | 5      | 5      | 29,5   | 43,2  | 46,7   | 71,4  | 3,40    | 2,00    | 0,80   | 0,00   | 12,00  |
| 2012     | Denver        | 7      | 7      | 31,6   | 36,2  | 17,4   | 91,7  | 5,14    | 2,43    | 0,71   | 0,57   | 13,43  |
| 2019     | L.A. Clippers | 6      | 6      | 33,6   | 35,1  | 30,2   | 84,8  | 6,17    | 2,67    | 1,33   | 0,17   | 19,83  |
| 2020     | Oklahoma City | 7      | 7      | 30,3   | 40,5  | 32,4   | 96,7  | 5,43    | 1,00    | 0,71   | 0,14   | 15,00  |
| 2021     | Atlanta       | 18     | 0      | 24,6   | 42,5  | 40,5   | 94,2  | 3,90    | 0,80    | 0,30   | 0,20   | 12,80  |
| 2022     | Atlanta       | 5      | 3      | 22,3   | 40,0  | 26,7   | 100,0 | 4,20    | 0,80    | 0,20   | 0,00   | 10,20  |
| Carrière | Carrière      | 48     | 28     | 27,8   | 39,5  | 34,1   | 90,1  | 4,60    | 1,40    | 0,60   | 0,20   | 13,80  |

Dernière mise à jour le 29 juin 2022

## Records sur une rencontre en NBA
Les records personnels de Danilo Gallinari en NBA sont les suivants, :
| Record de la franchise |

| Type de statistique        | Saison régulière | Saison régulière        | Saison régulière | Playoffs | Playoffs                   | Playoffs      |
| Type de statistique        | Record           | Adversaire              | Date             | Record   | Adversaire                 | Date          |
| -------------------------- | ---------------- | ----------------------- | ---------------- | -------- | -------------------------- | ------------- |
| Points                     | 47               | Mavericks de Dallas     | 10 avril 2015    | 29       | 2 fois                     | 2 fois        |
| Paniers marqués            | 15               | Mavericks de Dallas     | 10 avril 2015    | 11       | Warriors de Golden State   | 26 avril 2019 |
| Paniers tentés             | 23               | 2 fois                  | 2 fois           | 24       | Warriors de Golden State   | 26 avril 2019 |
| Paniers à 3 points réussis | 10               | Celtics de Boston       | 24 février 2021  | 5        | @ 76ers de Philadelphie    | 8 juin 2021   |
| Paniers à 3 points tentés  | 16               | 76ers de Philadelphie   | 31 octobre 2009  | 11       | 2 fois                     | 2 fois        |
| Lancers francs réussis     | 18               | 2 fois                  | 2 fois           | 9        | 2 fois                     | 2 fois        |
| Lancers francs tentés      | 20               | @ Knicks de New York    | 21 janvier 2012  | 9        | 2 fois                     | 2 fois        |
| Rebonds offensifs          | 5                | @ Rockets de Houston    | 20 janvier 2020  | 4        | @ Lakers de Los Angeles    | 1er mai 2012  |
| Rebonds défensifs          | 18               | Clippers de Los Angeles | 24 novembre 2015 | 9        | 2 fois                     | 2 fois        |
| Rebonds totaux             | 18               | Clippers de Los Angeles | 24 novembre 2015 | 9        | 2 fois                     | 2 fois        |
| Passes décisives           | 8                | 4 fois                  | 4 fois           | 7        | Lakers de Los Angeles      | 10 mai 2012   |
| Interceptions              | 5                | Lakers de Los Angeles   | 1er janvier 2012 | 3        | @ Warriors de Golden State | 13 avril 2019 |
| Contres                    | 4                | 2 fois                  | 2 fois           | 1        | 9 fois                     | 9 fois        |
| Balles perdues             | 7                | 2 fois                  | 2 fois           | 4        | 3 fois                     | 3 fois        |
| Minutes jouées             | 52               | @ Knicks de New York    | 21 janvier 2012  | 42       | @ Warriors de Golden State | 24 avril 2019 |

- Double-double : 32
- Triple-double : 0

Dernière mise à jour : 15 août 2022

## Salaires
| Saison      | Équipe                  | Salaire       |
| ----------- | ----------------------- | ------------- |
| 2008-2009   | Knicks de New York      | 2 873 520 $   |
| 2009-2010   | Knicks de New York      | 3 089 040 $   |
| 2010-2011   | Nuggets de Denver       | 3 304 560 $   |
| 2011-2012   | Nuggets de Denver       | 4 190 182 $   |
| 2012-2013   | Nuggets de Denver       | 9 439 000 $   |
| 2013-2014   | Nuggets de Denver       | 10 146 925 $  |
| 2014-2015   | Nuggets de Denver       | 10 854 850 $  |
| 2015-2016   | Nuggets de Denver       | 14 000 000 $  |
| 2016-2017   | Nuggets de Denver       | 15 050 000 $  |
| 2017-2018   | Clippers de Los Angeles | 20 559 599 $  |
| 2018-2019   | Clippers de Los Angeles | 21 587 579 $  |
| 2019-2020   | Thunder d'Oklahoma City | 22 615 559 $  |
| 2020-2021   | Hawks d'Atlanta         | 19 500 000 $  |
| 2021-2022   | Hawks d'Atlanta         | 20 475 000 $  |
| Total Gains | Total Gains             | 177 685 814 $ |
| 2022-2023   | Spurs de San Antonio    | 10 428 880 $  |
| 2022-2023   | Celtics de Boston       | 6 479 000 $   |
| 2023-2024   | Celtics de Boston       | 6 802 950 $   |

## Pour approfondir